# Enrico Bonfanti
Enrico Bonfanti (Varese, 24 gennaio 1901 – Varese, 6 luglio 1964) è stato un politico e partigiano italiano, primo sindaco della città di Varese dopo la liberazione, militante del Partito Comunista Italiano, nominato dal Comitato di Liberazione Nazionale.

## Biografia

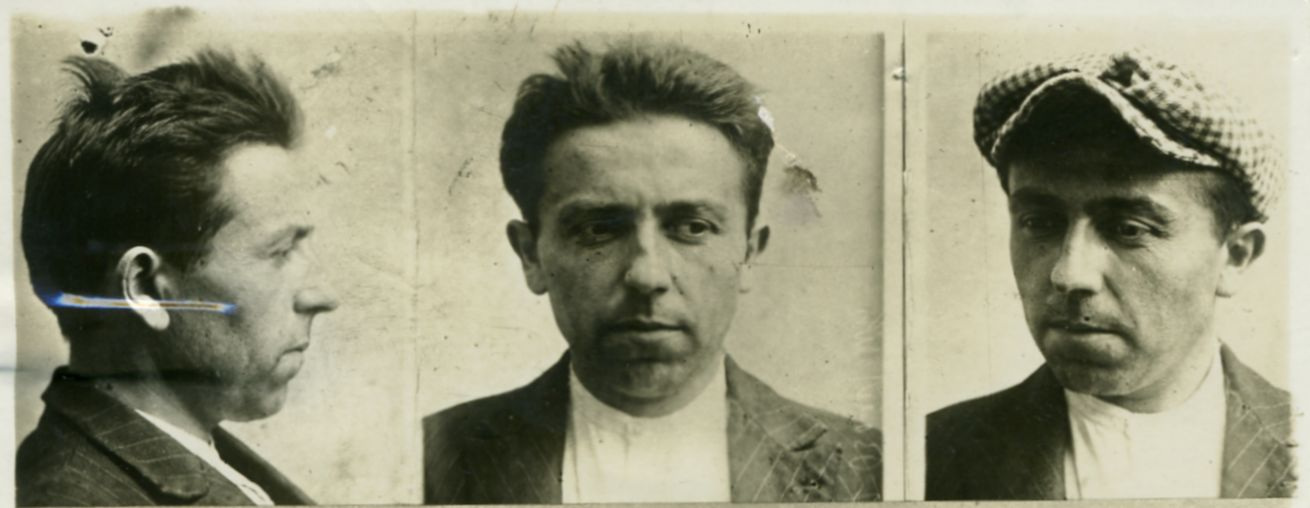
Foto segnaletica di Enrico Bonfanti

Condannato nel 1928 dal tribunale speciale a cinque anni di carcere, li scontò, per poi emigrare nella vicina Svizzera. Arrestato per avere partecipato a una manifestazione di protesta al consolato tedesco a Basilea, venne incarcerato per dieci giorni e successivamente espulso dalla nazione. Emigrò in Francia, a Marsiglia, come clandestino.
Nel 1936, allo scoppio della guerra civile spagnola, accorse tra i volontari delle Brigate internazionali. Ferito in un conflitto a fuoco, rientrò in Francia, dove venne internato nel campo di internamento di Gurs. Consegnato in seguito alla polizia italiana venne confinato a Ventotene, dove rimase fino all'8 settembre 1943. Arruolatosi nelle file della Resistenza, venne nominato dopo la liberazione, dal C.L.N.A.I., sindaco della città di Varese. Mantenne la carica fino al 25 marzo 1946, quando subentrò Luigi Cova.